# Groß Schulzendorf
Groß Schulzendorf is een plaats in de Duitse gemeente Ludwigsfelde, deelstaat Brandenburg, en telt, volgens de website van de gemeente Ludwigsfelde, 595 inwoners (31-12-2023).
Het dorp ligt ongeveer 8 km ten oost-zuidoosten van Ludwigsfelde en ongeveer even ver ten westen van het naburige Rangsdorf.

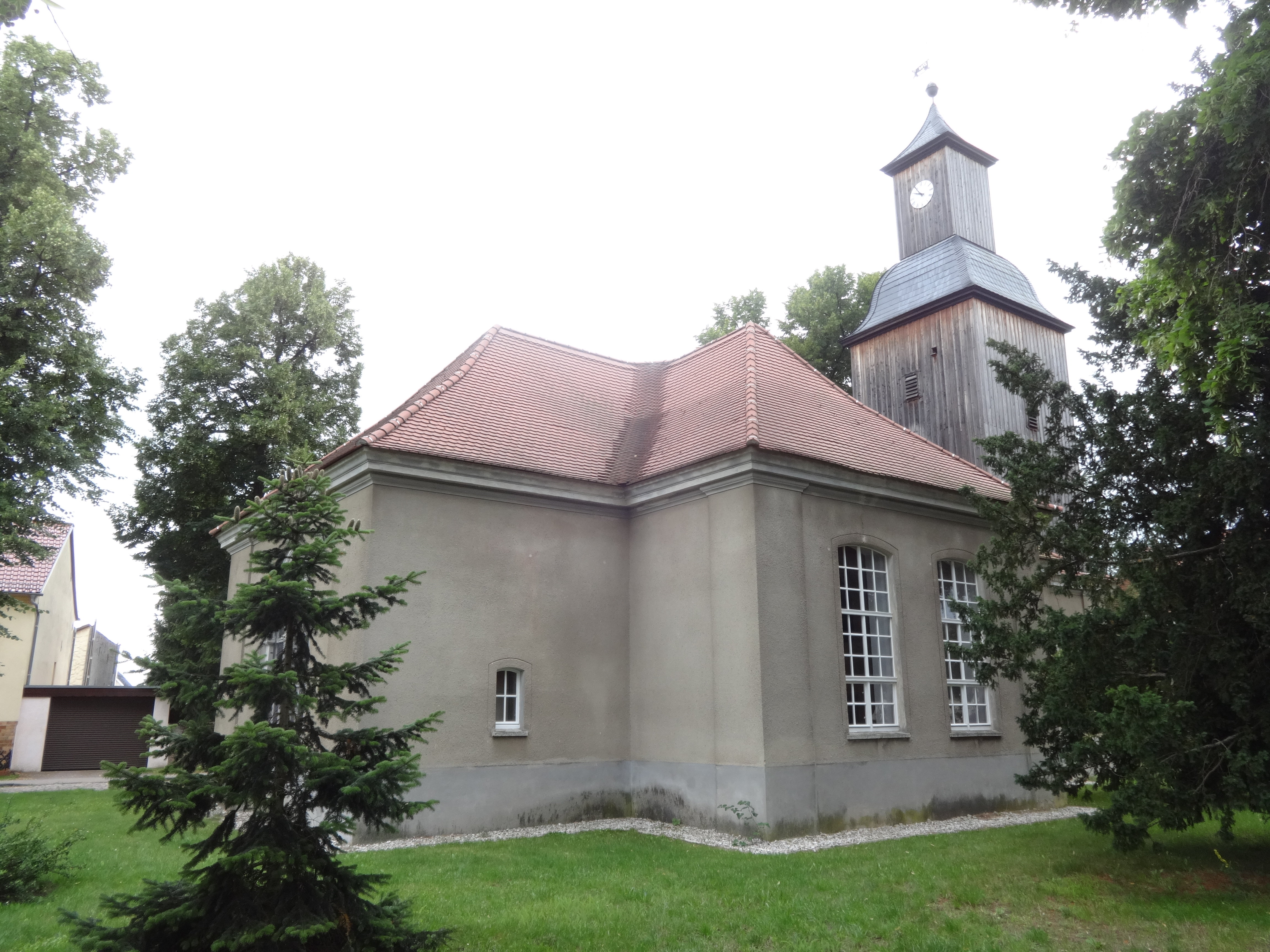
Dorpskerk Groß Schulzendorf
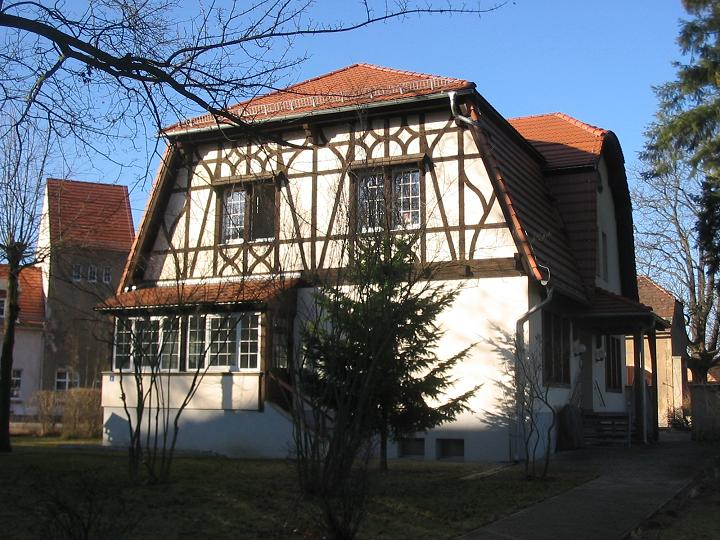
Jachthuis

De joodse ondernemersfamilie Wertheim, bekend van de warenhuisketen Wertheim, bezat van 1910 tot aan de onteigening in 1939 door de nazi's een jachthuis bij Groß Schulzendorf. Het gebouw, dat onder monumentenzorg staat, is sedert 1949 vrijwel voortdurend in gebruik als schoolgebouw. 